# Schlossweiher (Eisenberg)
Der Schlossweiher ist ein kleiner Stauweiher im Ostallgäuer Voralpenraum. Er liegt auf der Flur von Schweinegg, einem Ortsteil der Gemeinde Eisenberg.

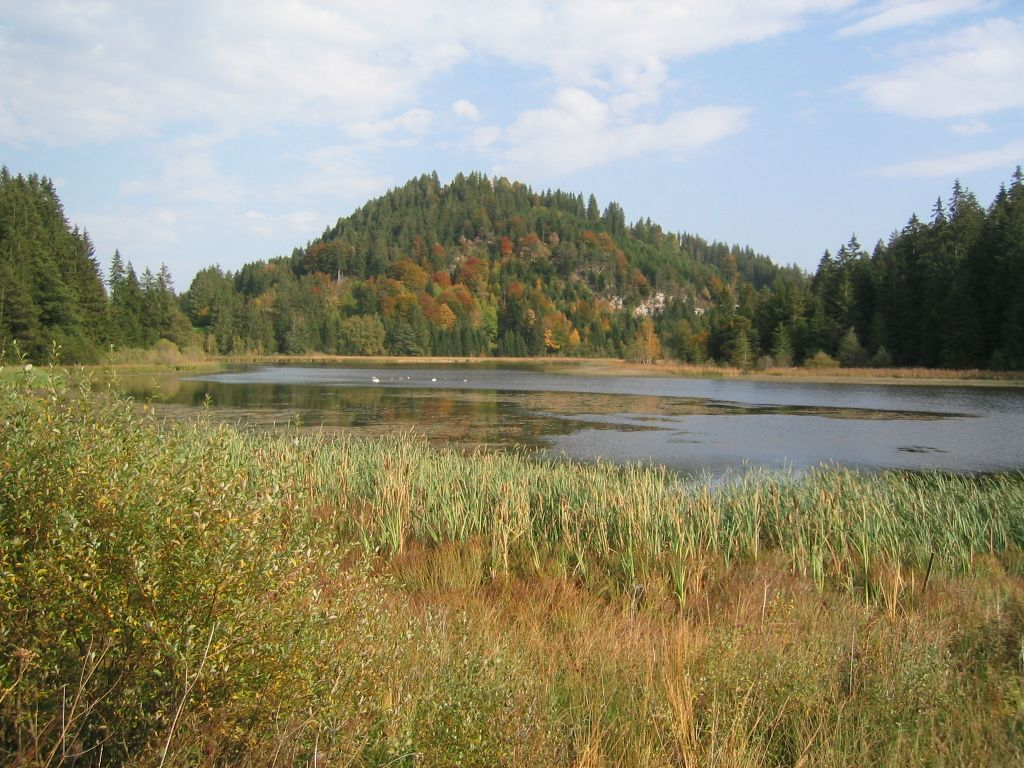
Schlossweiher

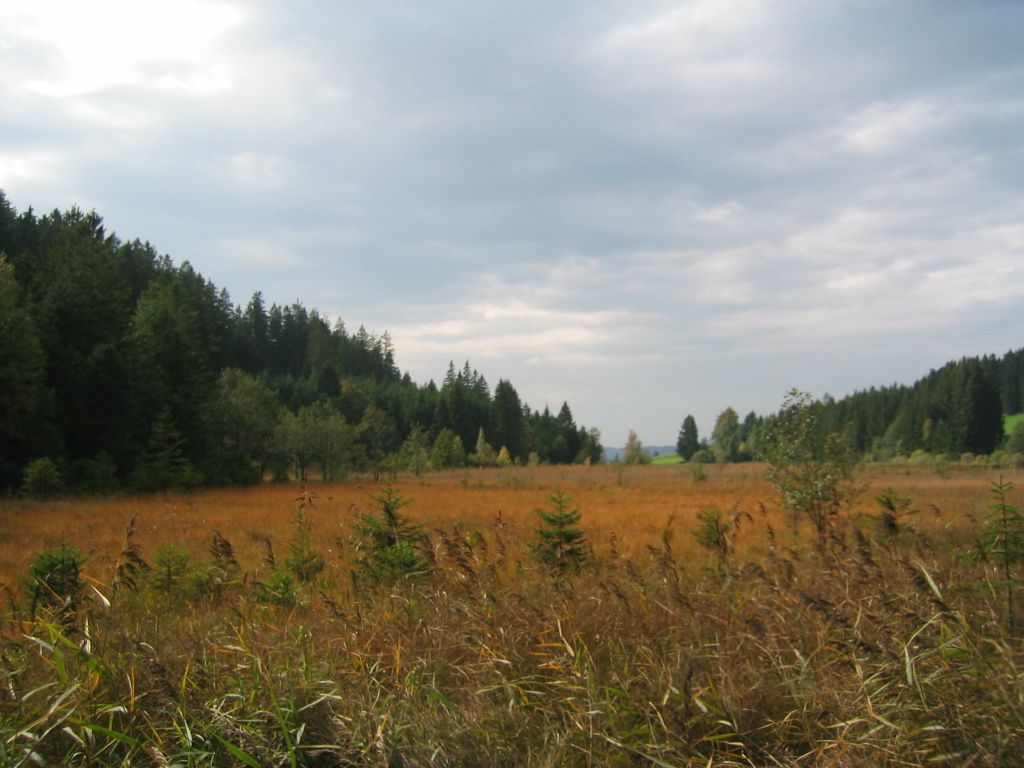
Moorgebiet am Schlossweiher

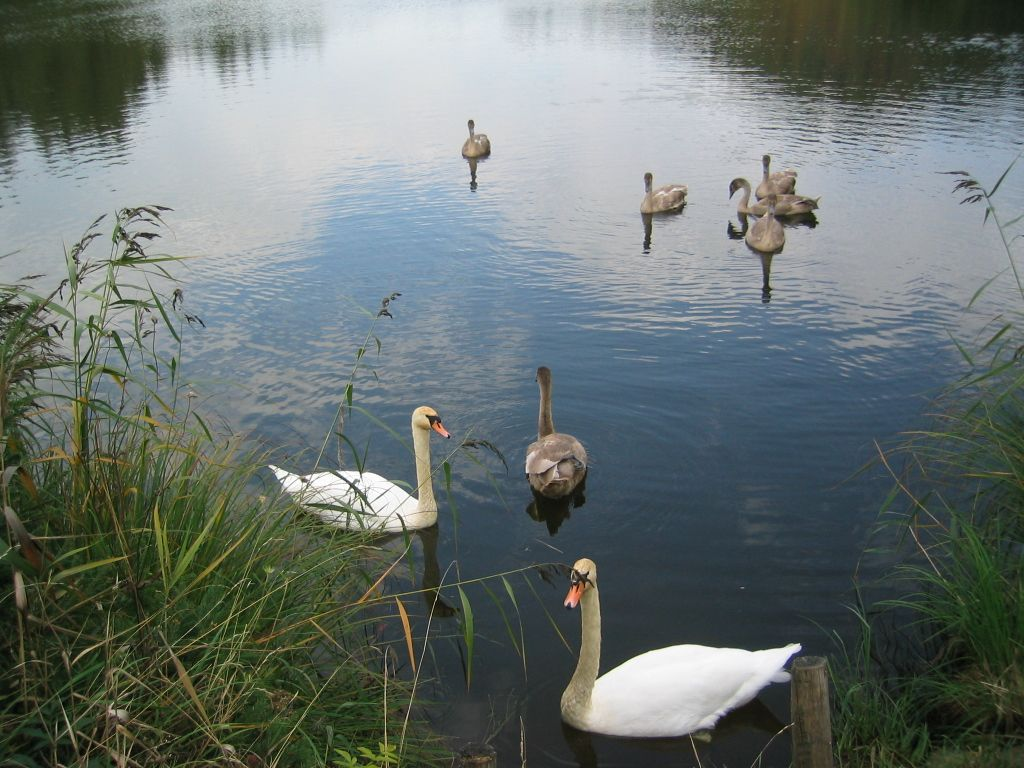
Wasservögel auf dem Schlossweiher

## Namen
Den Namen „Schlossweiher“ hat das Gewässer von der oberhalb liegenden Burg Hohenfreyberg, die früher auch als Schloss angesehen wurde. In neueren Karten ist er meist mit „Schweinegger Weiher“ verzeichnet. Im Uraufnahmeblatt von 1818 liest man „Imstall- oder Schweinecker Weiher“. Der Imstall war ein Bauerngut, das spätestens im 17. Jahrhundert abgegangen ist und östlich des Weihers auf einer der Anhöhe stand.

## Geschichte
Es ist nicht bekannt, wann der Schlossweiher erbaut wurde. Er dürfte aber schon im 15. Jahrhundert bestanden haben, weil sein Wasser mit Deicheln nach Schweinegg geleitet wurde und dort die Wasserkraft für die alte hohenfreybergische Mahlmühle lieferte. Erstmals wird der Weiher dezidiert erwähnt im Jahre 1609. Damals schrieb der hohenfreybergische Amtmann Hans Hacker an die Herrschaft, dass man den „Imser Weiher“ abgelassen und zum Teil mit Haber oder anderen Feldfrüchten angesät habe. Den anderen Teil könne man nicht anpflanzen, weil er zu tief und deshalb zu nass sei. Dieser Wechsel von einem Weiher zu einer landwirtschaftlich nutzbaren Fläche geschah alle neun Jahre, wohl um ein Verlanden des Weihers durch Wasserpflanzen zu verhindern.
1803 konnte der Müller Andreas Berkmiller in Schweinegg den Weiher samt Umgriff von den Herren von Freyberg-Eisenberg erwerben. Mit dem Wasser des Überlaufes betrieb er, trotz der bisweilen spärlichen Wassermenge, 2–3 Mahlstühle. Ab etwa 1900 wurde der Mühlbetrieb reduziert, weil der Getreideanbau zugunsten der Milchwirtschaft immer mehr zurückging. Dafür ist ab 1926 die Wasserkraft zur Erzeugung von elektrischem Strom genutzt worden. Der damalige Müller Joseph Berkmiller ließ dazu Eisenrohre vom Staudamm des Weihers bis zu seinem Hof in Schweinegg legen und ersetzte dort die Mühlräder durch eine Turbine, die eine Leistung von ca. 6 PS lieferte. Über einen Dynamo konnte so eine Spannung von 65 V erzeugt werden. Auch die Maschinen in der 1914 errichteten Molkerei wurden damit versorgt.

## Stausee
Der Staudamm an der Westseite des Weihers ist 130 m lang und an der Krone 30 m breit. Seine Höhe beträgt bis zu 4,50 m. Das Material zu seinem Bau stammt hauptsächlich vom angrenzenden nördlichen Hang. In der Dammsohle befand sich ursprünglich ein hölzerner Wasserablauf in Form eines Bohlenschachtes. 1897 brach dieser in sich zusammen, so dass der Mühle eine Überschwemmung drohte. Es konnte jedoch ein sicherer Ablauf durch Betonrohre hergestellt werden.
Nordöstlich des Weihers haben die Bauern viele Jahre lang Torf gestochen. Dadurch wurde das Gelände um 2–3 m abgesenkt. Bei starkem Regen ergoss sich nun das Wasser in das rückwärtige Moor des Weihers und floss nun nach Nordosten in Richtung Seeger Schweinegg (Seeg), wo es Schaden anrichtete. Durch behördliche Auflagen darf der Wasserstand des Weihers deshalb nur noch so hoch gehalten werden, dass auch ein wolkenbruchartiger Regen ohne Probleme aufgefangen werden kann.

## Bedeutung
Der Schlossweiher ist ein wichtiger Bestandteil des Landschaftsschutzgebietes „Hohenfreyberg-Eisenberg“. Weil in großen Flächen Wasserpflanzen üppig gedeihen, ist das Gewässer als Badesee nicht geeignet. Dadurch ist er mit seinen Moorflächen ein reizvolles Rückzugsgebiet für eine vielseitige Flora und Fauna. Eine Wanderung rund um den See dauert etwa eine Stunde.